# Exochomus
Genre
Exochomus est un genre d'insectes coléoptères de la famille des coccinelles, de la sous-famille des Chilocorinae.

## Classification

### Liste d'espèces nord-américaines
Selon ITIS (29 août 2014) :
- Exochomus aethiops (Bland, 1864)
- Exochomus californicus Casey, 1899
- Exochomus childreni Mulsant, 1850
- Exochomus fasciatus Casey, 1899
- Exochomus flavipes (Thunberg, 1781)
- Exochomus marginipennis (LeConte, 1824)
- Exochomus metallicus Korschefsky, 1935
- Exochomus subrotundus Casey, 1899
- Exochomus townsendi Casey, 1908

### Liste d'espèces européennes[2]
- Exochomus (Exochomus) cedri (Sahlberg, 1913)
- Exochomus (Exochomus) oblongus (Weidenbach, 1859)
- Exochomus (Exochomus) octosignatus (Gebler, 1830)
- Exochomus (Exochomus) quadripustulatus (Linnaeus, 1758)
- Exochomus (Parexochomus) bellus (Wollaston, 1864)
- Exochomus (Parexochomus) melanocephalus (Zubkov, 1833)
- Exochomus (Parexochomus) nigripennis (Erichson, 1843)
- Exochomus (Parexochomus) nigromaculatus (Goeze, 1777)
- Exochomus (Parexochomus) pubescens (Kuster, 1848)
- Exochomus (Parexochomus) quadriplagiatus (Wollaston, 1864)
- Exochomus (Parexochomus) troberti (Mulsant, 1850)